# 诺拉纳门
诺拉纳门（Porta Nolana）是意大利那不勒斯残留的一座中世纪城门，位于诺拉纳广场（Piazza Nolana），靠近环维苏威铁路（Circumvesuviana）上的诺拉纳门火车站（Napoli Porta Nolana） , 和以海鲜闻名的诺拉纳门市场（Mercato di Porta Nolana）。它的名字来自通往诺拉的道路。

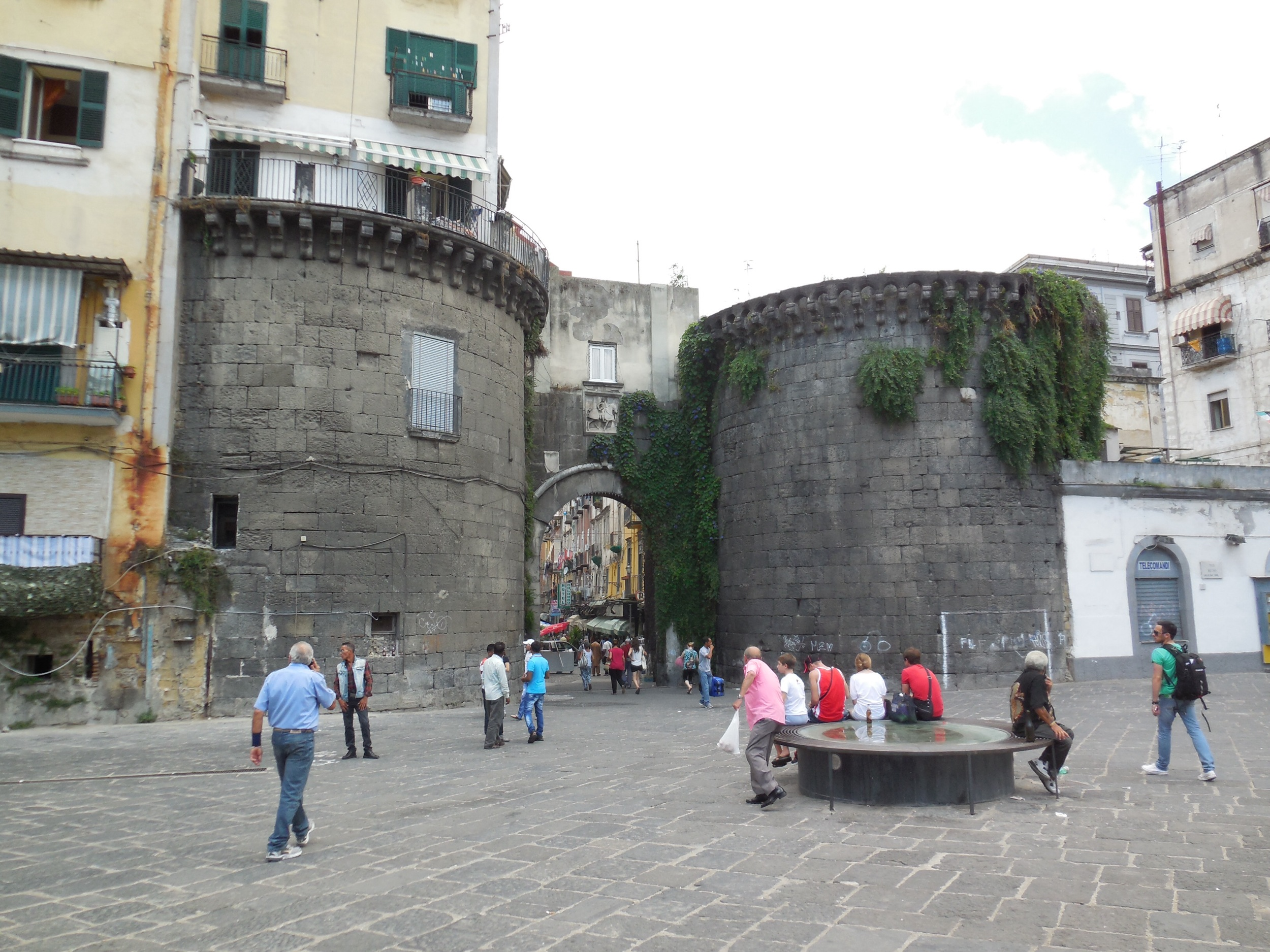
诺兰纳门

城门是15世纪由西班牙当局建造的，采用朱利亚诺·达马亚诺的设计，以容纳正在成长的城市， 并取代了福尔切拉 （Forcella ）区的内城门。它靠近圣母领报大殿（Basilica della Santissima Annunziata Maggiore） 这座城门，没有像同时代的圣雅纳略门（Porta San Gennaro），失去马蒂亚·普雷蒂的湿壁画,而是如同卡普阿门（Porta Capuana）,保留了两侧的石塔：南侧的信德塔（Torre della Fede），和北侧的望德塔（Torre della Speranza）。拱门的外立面有斐迪南一世的骑马浮雕。
40°51′01″N 14°16′05″E / 40.850278°N 14.267918°E